# Khalid Abdalla

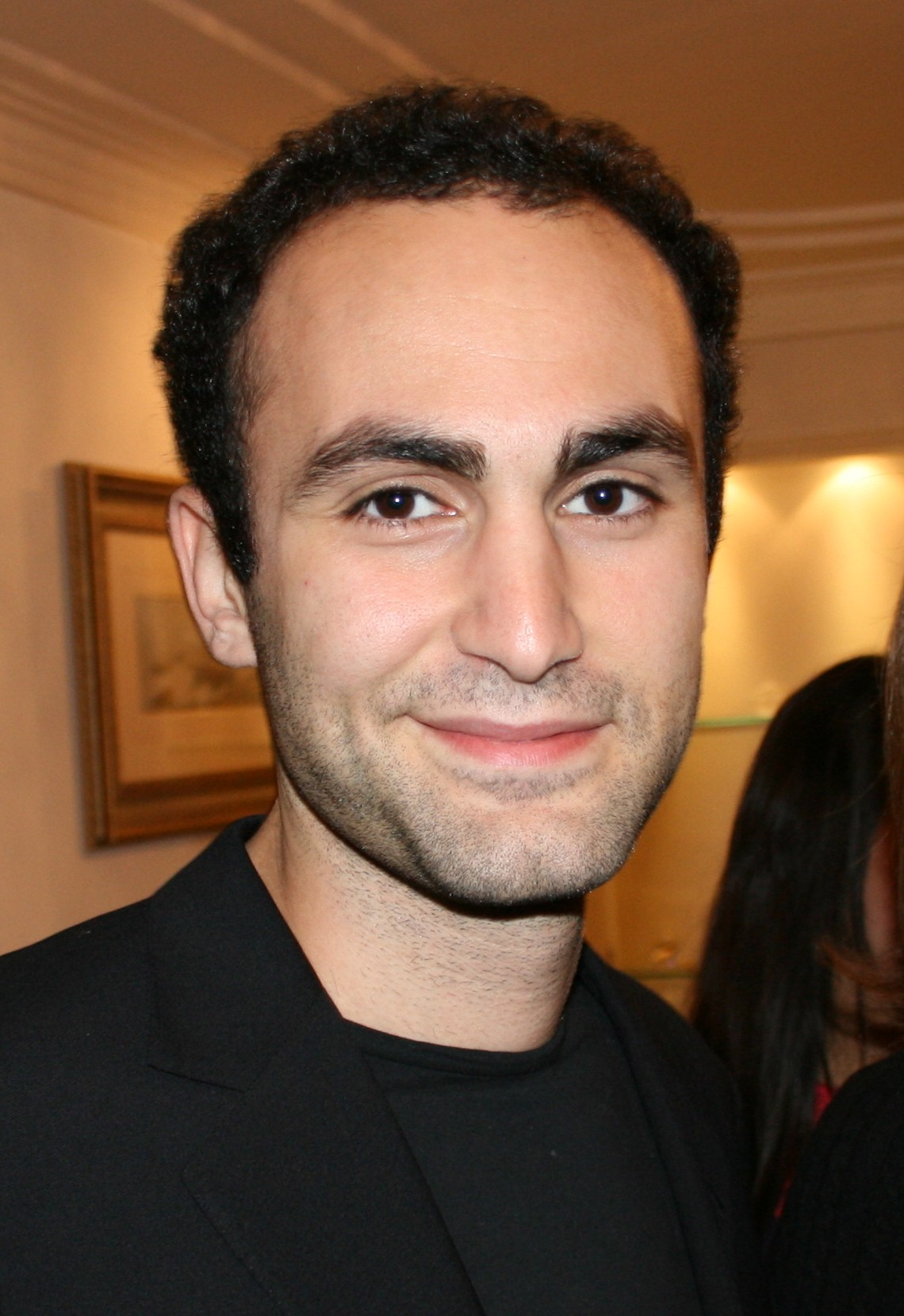
Khalid Abdalla (2008)

Khalid Abdalla (arabisch: خالد عبد الله, Khālid ‘Abd Allāh; * 26. Oktober 1980 in Glasgow, Schottland, Vereinigtes Königreich) ist ein britischer Schauspieler.

## Leben
Abdallas Eltern sind beide ägyptische Mediziner, die 1979 ins Vereinigte Königreich zogen. Der 1980 in Glasgow geborene Abdalla wuchs ab dem vierten Lebensjahr in London auf und besuchte später die University of Cambridge.
Nach einem Auftritt in der Fernsehserie Spooks – Im Visier des MI5 wurde Abdalla vor allem in seiner Rolle als 9/11-Terrorist Ziad Jarrah im Katastrophendrama Flug 93 bekannt. Abdalla stand der Rolle zunächst ablehnend gegenüber und ging erst zum Casting, nachdem er von der differenzierten Herangehensweise des Regisseurs Paul Greengrass überzeugt war. Im folgenden Jahr übernahm Abdalla die Hauptrolle in Drachenläufer, der Verfilmung eines Romans von Khaled Hosseini. 2010 spielte Abdalla im Politthriller Green Zone an der Seite von Matt Damon, Brendan Gleeson und Greg Kinnear die Rolle des irakischen Übersetzers Freddy.
Während der Revolution in Ägypten 2011 demonstrierte Abdalla gemeinsam mit ägyptischen Prominenten gegen das Regime des Präsidenten Muhammad Husni Mubarak.
In der fünften Staffel der Fernsehserie The Crown übernahm Abdalla die Rolle von Dodi Al-Fayed, dem mit ihr verunglückten Lebensgefährten von Diana, Princess of Wales.

## Filmografie (Auswahl)
- 2005: Spooks – Im Visier des MI5 (Spooks, Fernsehserie, 1 Episode)
- 2006: Flug 93 (United 93)
- 2007: Hush Your Mouth
- 2007: Drachenläufer (The Kite Runner)
- 2010: Green Zone
- 2010: Maydoum (Kurzfilm)
- 2011: Predella (Kurzfilm)
- 2012: Al Alamayn (Kurzfilm)
- 2013: The Square (Dokumentarfilm)
- 2014: Tigers
- 2016: In den letzten Tagen der Stadt  (Akher ayam el madina)
- 2016: Verräter wie wir (Our Kind of Traitor)
- 2016: Assassin’s Creed
- 2017: Birds Like Us (Sprechrolle)
- 2017: Philip K. Dick’s Electric Dreams (Fernsehserie, 1 Episode)
- 2019: Moving On (Fernsehserie, 1 Episode)
- 2019–2020: Hanna (Fernsehserie, 6 Episoden)
- 2020: Undergods
- 2022: Moon Knight (Fernsehserie, 3 Episoden)
- 2022–2023: The Crown (Fernsehserie, 7 Episoden)
- 2024: The Day of the Jackal (Fernsehserie, 7 Episoden)